# 歴史街道
歴史街道（れきしかいどう）とは、歴史街道推進協議会の主催により発表されている探索ルートの総称である。近畿地方（と三重県、福井県）の歴史的な舞台（史跡・旧跡、寺社など）を訪ね歩き、日本の歴史を体感できるよう設定されている。
上記に関連した内容を、朝日放送（ABCテレビ）が制作、全国のテレビ朝日系で放送していたミニ番組「歴史街道」で紹介している。また、PHP研究所が発行している同題の月刊誌には、上記テレビ番組と連動するコラムが掲載されている。